# Макаров ПМ
Макаров ПМ (рус. Пистолет Макарова ПМ) је познати совјетски полуаутоматски пиштољ калибра 9×18 mm, уведен у употребу 1951. године као замена за стари ТТ-33. Пиштољ је назван по свом конструктору Николају Фјодоровичу Макарову и налази се у наоружању оружаних снага и полиције СССР и Русије, већ дуже од шест деценија.
Оружане снаге Руске Федерације су започеле постепену замену Макарова новим модернијим пиштољем MP-443 Грач.

## Историја и развој
Након Другог светског рата, Црвена армија је поново реактивирала план да се пиштољи Токарев ТТ-33 замене у служби новим пиштољем. Упоредо са увођењем АК-47 је донесен закључак да нови пиштољ мора бити лаган и компактан. Старији Токарев ТТ-33 је био неприлагођен за ту улогу јер је био тежи и његов метак 7.62 је поседовао слабију зауставну моћ. Кочница на Тетејцу је процењена као преслаба, а оквири су се лако губили.
Децембра 1945. је одржано тестирање пиштољске муниције 7.62mm и 9mm. Испоставило се да је метак 9.2×18mm, који је дизајнирао Б. В. Семин, најбољи за ту улогу. Мањи притисак муниције је дозвољавао функционисање системом повратног затварача, што је смањивало цену и пружало мањи трзај и бољу зауставну моћ.
Више руских инжињера је учествовало у опитовању, међу њима: Војводин, Коровин, Баришев, Симонов, Раков, Климов, Лобанов, Севрјугин и Макаров. Посебна пажња је посвећена безбедности, пријатности руковања, прецизности и зауставној моћи. Након свих тестова, издвојио се прототип Николаја Макарова, базиран на немачком пиштољу Валтер ПП. Његов пиштољ се у односу на остале одликовао релативном једноставношћу, пристојном прецизношћу и робусношћу. Током априла 1948. Макаровљев пиштољ је претрпео 20 пута мање застоја у односу на прототипе својих конкурената Баришева и Севрјугина и још важније имао је мањи број делова. Пиштољ Макарова је 1949. дефинитивно победио и одабран је за масовну производњу и увођење у службу. Машине и опрема за производњу су спремљене у Ижевској фабрици машиноградње (Ижмаш). Након извесних измена и побољшања, Макаровљев пиштољ је децембра 1951. уведен у наоружање као „9mm Пистолет Макарова”, скраћено ПМ.
у Совјетском Савезу, пиштољ Макарова су дужили подофицири, полицајци, специјалци и посаде оклопних возила, тенкова и ваздушне посаде. Макаров је остао у наоружању совјетских безбедносних структура све до распада СССР 1991. године, а након тога и у полицијама и војскама његових наследница. Варијанте овог пиштоља се производе у Русији, Бугарској и Кини. На америчком цивилном тржишту, пиштољи Макаров произведени у СССР-у и Источној Немачкој су од стране федералног бироа АТФ, декларисани као колекционарско оружје и реликвије посебног значаја јер државе производње више не постоје.
До 2003. Оружане снаге Руске Федерације су започеле замену Макарова модернијим пиштољем MP-443 Грач, међутим до данашњих дана, велики број Макарова је и даље остао у наоружању.

## Земље кориснице
- Совјетски Савез
- Источна Немачка
- НР Кина
- Бугарска
- Русија
- Украјина
- Белорусија
- Казахстан
- Јерменија
- Азербејџан
- Грузија
- Таџикистан
- Узбекистан
- Киргистан
- Вијетнам
- Куба
- Северна Кореја
- Либија
- Молдавија
- Сирија
- Лаос
- Индонезија
- Албанија
- Авганистан